# دهستان آشکارا
دهستان آشکارا، یکی از دهستان‌های بخش فارغان شهرستان حاجی‌آباد در استان هرمزگان ایران است. مرکز این دهستان، روستای شمیل بالا است.

## جمعیت
بر پایه سرشماری عمومی نفوس و مسکن در سال ۱۳۹۵، جمعیت دهستان آشکارا برابر با ۸٬۱۲۱ نفر بوده است.